# У Милосердных
У Милосердных (чеш. U Milosrdných) — улица в центре Праги, столицы Чехии. Находится в Старом городе, проходит от улицы Душни до Анежского монастыря.

## География
Улица У Милосердных начинается от улицы Душни и продолжается в восточном направлении. Пересекает улицу Кози и через квартал выходит к Анежскому монастырю, где переходит в улицу Анежскую. Общая протяжённость улицы составляет более 240 метров.

## История
Улица известна с первой половины 13 века. Да начала 17 века она называлась улицей «У святой Агнессы». С 1620 года западная часть стала называться «У Милосердных», восточная часть — «Брабчирна». с 1840 года — восточная часть называется «Нижняя улица городского суда». С 1870года обе части улицы стали называться «У Милосердных».

## Здания и сооружения
- На углу с улицей Душни расположен костёл Святых Симеона и Иуды[чеш.], располагающийся на территории бывшего монастыря[чеш.].
- Дом 17 — территория Анежского монастыря (Национальная галерея Праги)[4].